# Plateau des Allegheny

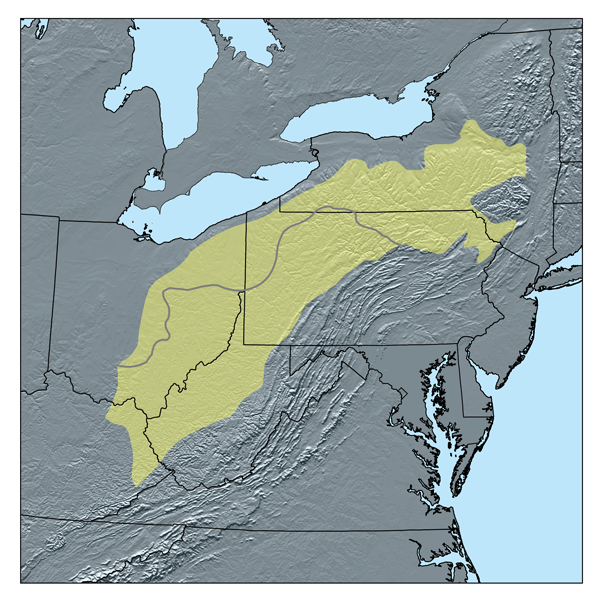
Carte du plateau des Allegheny. La ligne grisée sépare la zone englacée (au nord) du reste du plateau.

Le plateau des Allegheny est une zone accidentée s'étendant sur l’Ouest et le centre de l’État de New York, le Nord et l'Ouest de la Pennsylvanie et de la Virginie-Occidentale, et l’Est de l’Ohio. Une partie du plateau a été recouverte lors de la dernière glaciation.
Le plateau s'étire vers le sud jusqu’à l'Ouest de la Virginie-Occidentale, l’Est du Kentucky et du Tennessee, où il prend l’appellation de plateau de Cumberland. Il se termine à l’est des monts Allegheny, où se trouvent les plus hautes cimes à l'ouest de la barre des Allegheny.
Le plateau est confiné à l’ouest par des moraines glaciaires, au relief de plaines au nord de la vallée de l’Ohio, et par la Bluegrass region au sud.

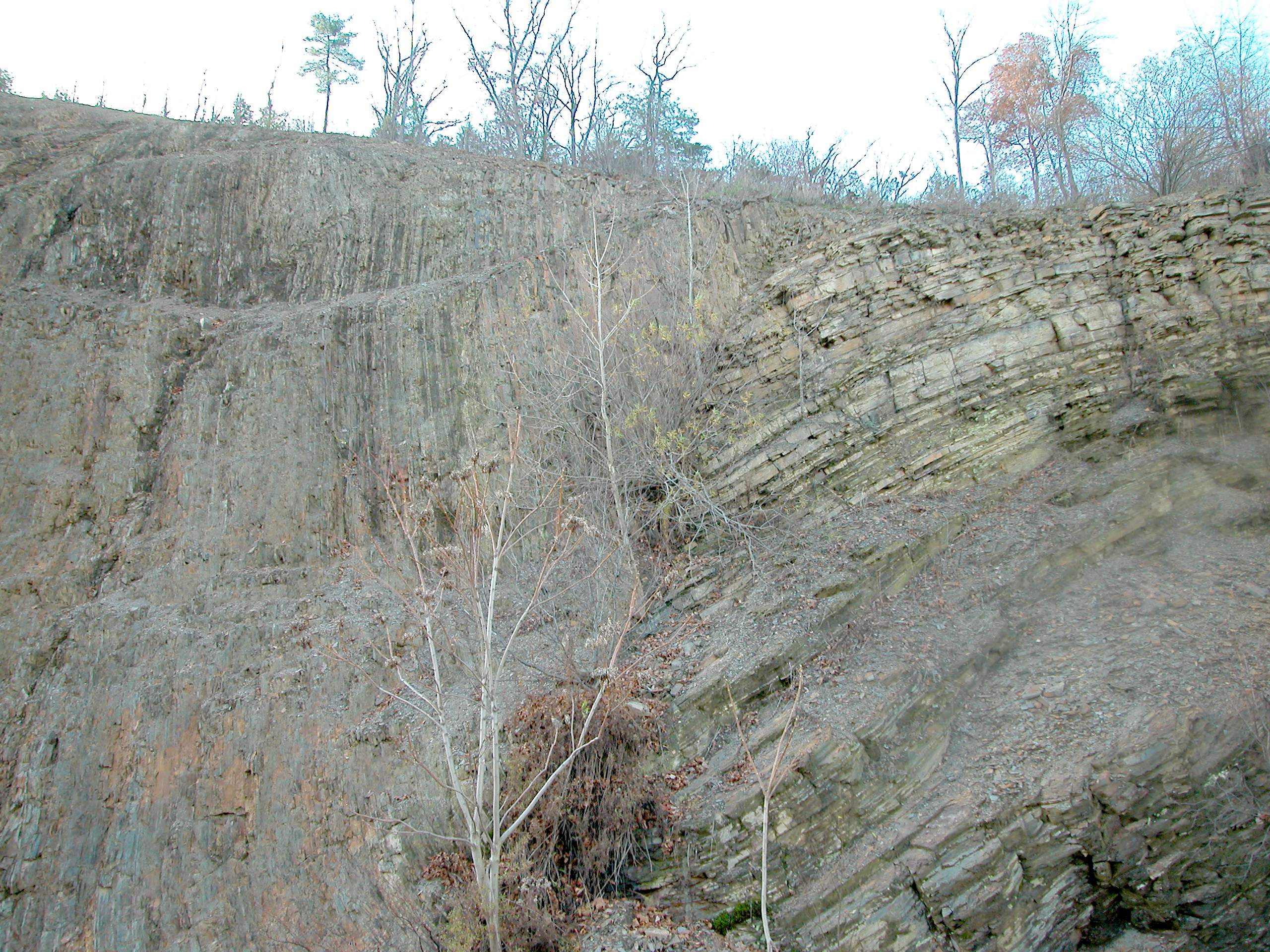
Une grande faille sépare le plateau des Allegheny et le massif des Appalaches à Williamsport (Pennsylvanie).

L'altitude est très variable, allant de 300 à 500 m : sur la partie autrefois englacée, les inégalités du relief n'excèdent pas une trentaine de mètres, alors que dans le sud-est de l'Ohio et l'ouest de la Virginie-Occidentale, elles peuvent aller jusqu'à 125 m. Au contraire, l'altitude de la Barre des Allegheny est supérieure à 1 300 m et les différences de relief peuvent atteindre 650 m.
L’un des sites géologiques les plus remarquables du plateau des Allegheny est Hocking Hills dans le Sud-Est de l’Ohio.

## Géologie et relief

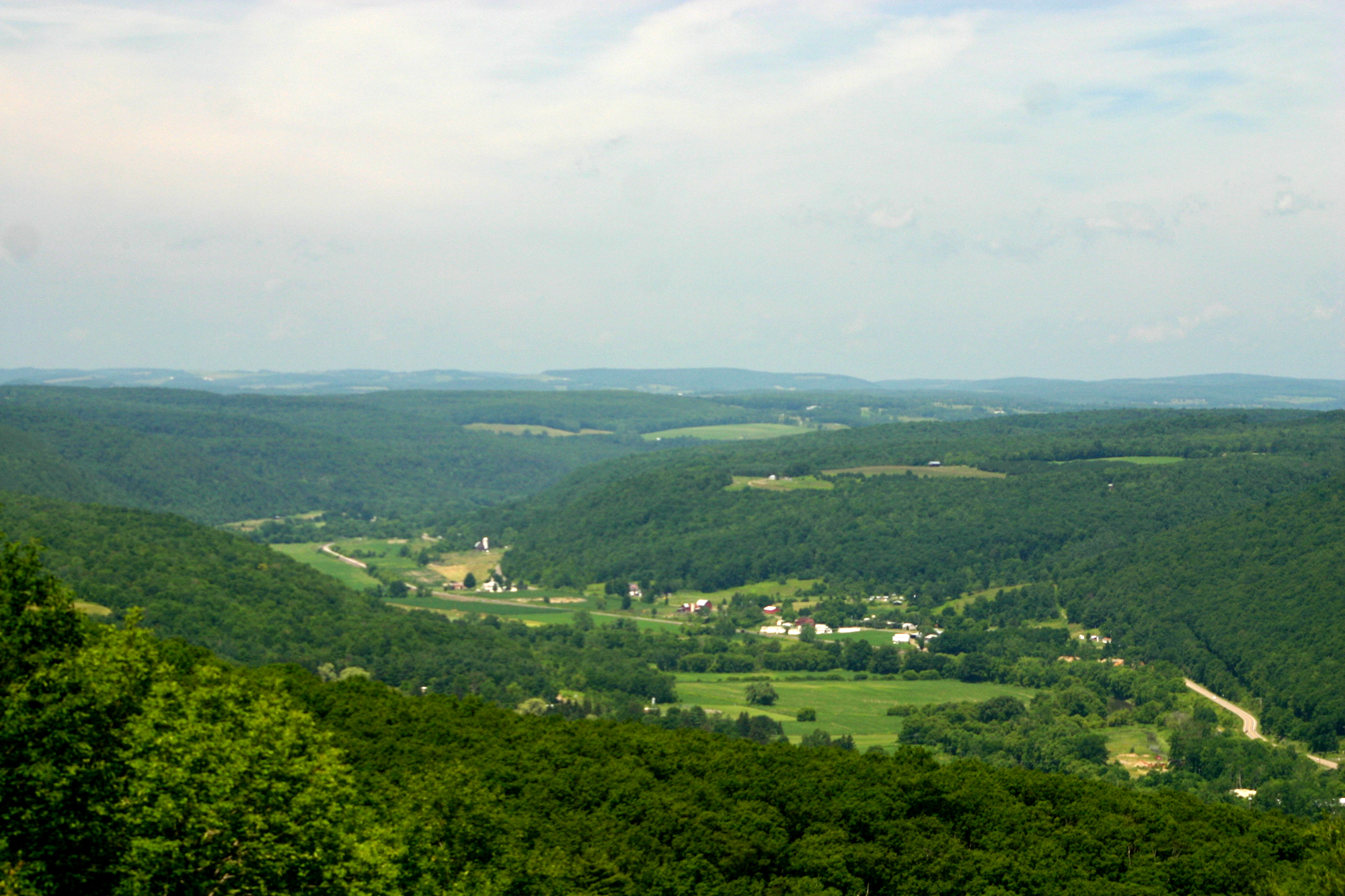
La vallée du Canisteo à partir de Pinnacle State Park. La glaciation de Wisconsin a érodé le relief encore visible sur les flancs non enneigés du plateau. La ligne joignant les différents sommets délimite la pénéplaine dont la surrection a donné naissance au plateau.

Le plateau des Allegheny est une composante du plateau des Appalaches, qui se rattache à son tour au relief des Appalaches.